# Frederik Hulswit
Frederik Jan Hulswit (ur. 9 kwietnia 1885 w Apeldoorn, zm. 2 maja 1932 w Willemstad) – holenderski piłkarz wodny, uczestnik Letnich Igrzysk 1908 w Londynie.
Podczas igrzysk w 1908 roku wziął udział w turnieju piłki wodnej, gdzie ze swoją drużyną zajął 4. miejsce.